# Cantone di Sainte-Savine
Il Cantone di Sainte-Savine era una divisione amministrativa dell'arrondissement di Troyes.
A seguito della riforma approvata con decreto del 21 febbraio 2014, che ha avuto attuazione dopo le elezioni dipartimentali del 2015, è stato soppresso.

## Composizione
Comprendeva i comuni di:
- Macey
- Montgueux
- La Rivière-de-Corps
- Sainte-Savine
- Torvilliers